# Erhard Steinert
Erhard Steinert (* 10. Januar 1952 in Eppendorf; † 10. März 2022) war ein deutscher Politiker (CDU) und Mitglied des Sächsischen Landtages (1994–2004).

## Leben
Nach dem Abitur machte Erhard Steinert von 1966 bis 1970 eine Betriebsschlosserausbildung. Von 1970 bis 1974 folgte ein Chemiestudium an der Bergakademie Freiberg mit Abschluss als Diplom-Chemiker im Jahr 1974. Zwischen 1974 und 1979 war er als wissenschaftlicher Mitarbeiter am Forschungsinstitut für Leder und Kunststoffbahnen Freiberg (FILK) beschäftigt. Von 1979 bis 1986 war Steinert dort Gruppenleiter für Information und Dokumentation und von 1986 bis 1990 dessen Abteilungsleiter.
Von 1990 bis 1994 war Erhard Steinert Bürgermeister der Gemeinde Halsbrücke, beendet durch einen Gemeindezusammenschluss. Danach hatte er ein befristetes Arbeitsverhältnis als Geschäftsführer des Abwasserzweckverbandes Muldental.
Steinert war katholisch, verheiratet und hatte vier Kinder.

## Politik
Erhard Steinert wurde 1976 Mitglied der DDR-Blockpartei CDU, ohne Funktionen zu übernehmen. Von 1990 bis 1994 war er Mitglied im Gemeinderat Halsbrücke und Mitglied des Freiberger Kreistages. Außerdem war Steinert Beiratsvorsitzender der Gemeinnützigen Bildungsgesellschaft mbH in Halsbrücke.
Im Oktober 1994 wurde Steinert über den Wahlkreis 20 (Freiberg 2) mit 54,2 % der Stimmen in den Sächsischen Landtag gewählt. Dort war er Mitglied im Ausschuss für Soziales, Gesundheit, Familie und Frauen. In der darauf folgenden dritten Wahlperiode wurde er ebenfalls über den Wahlkreis 20 (Freiberg 2) gewählt, wobei er 54,1 % der Stimmen erhielt. Er war Mitglied im Ausschuss für Soziales, Gesundheit, Familie, Frauen und Jugend. Am 31. Mai 2004 legte Steinert sein Mandat nieder und schied aus dem Landtag aus.

## Belege
- Klaus-Jürgen Holzapfel (Hrsg.): Sächsischer Landtag: 2. Wahlperiode, 1994–1999; Volkshandbuch. NDV Neue Darmstädter Verlagsanstalt, Rheinbreitbach 1995, ISBN 3-87576-335-1. S. 53 (Ausschuss: S. 65). (Stand Dezember 1994)
- Klaus-Jürgen Holzapfel (Hrsg.): Sächsischer Landtag: 3. Wahlperiode, 1999–2004; Volkshandbuch. 3. Auflage. NDV Neue Darmstädter Verlagsanstalt, Rheinbreitbach 2003, ISBN 3-87576-493-5. S. 57 (Ausschuss: S. 78). (Stand 20. März 2003)